# 藤田丰八

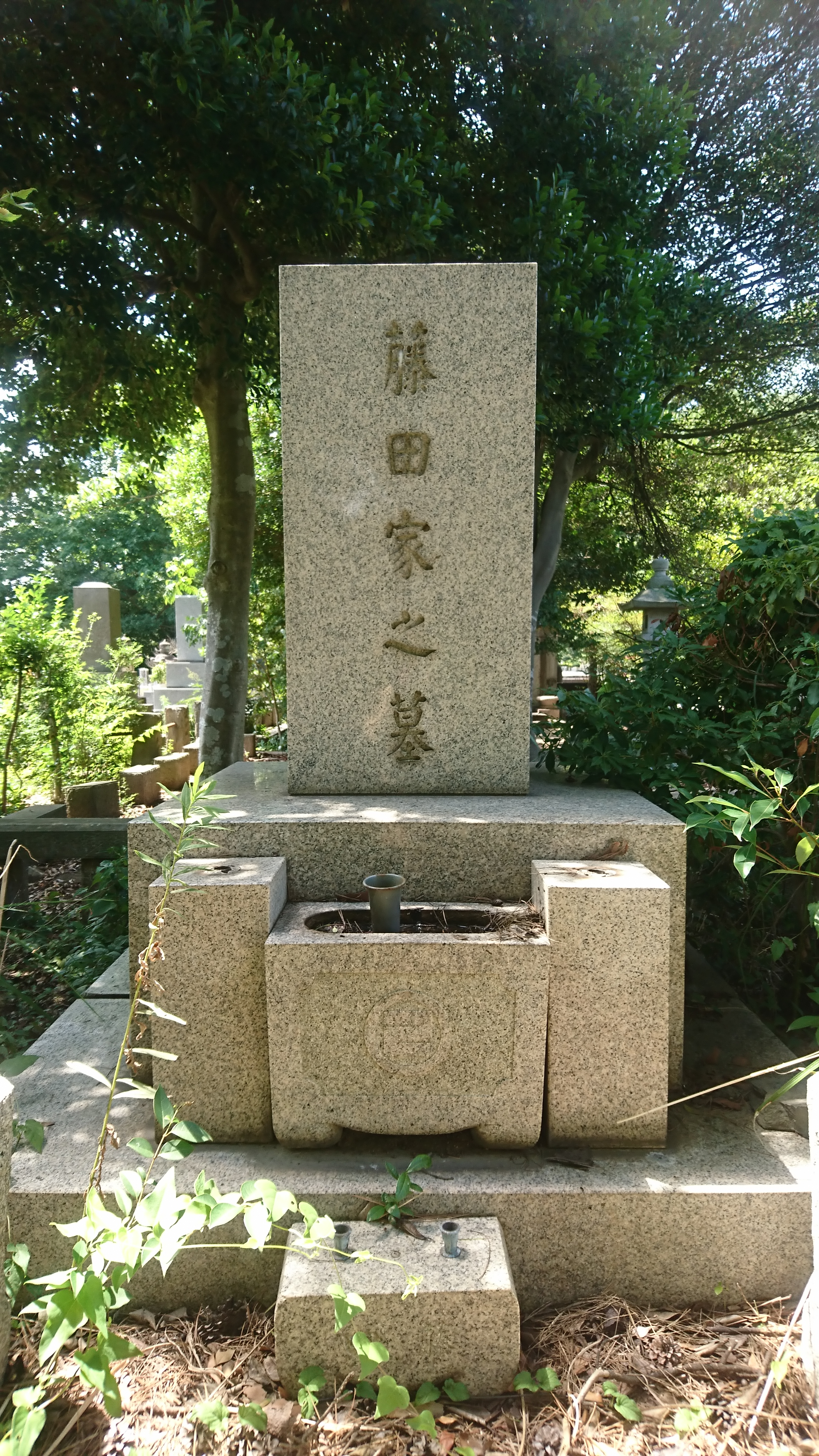
藤田家之墓，位於多磨靈園

藤田丰八（1869年9月15日—1929年7月15日），號劍峰，日本德岛县人，東洋史学家、文学家。
曾在中國江蘇創辦師範學堂，擔任過京師大學堂教習，也擔任過其著作有《中等教育東洋史》、《東西交涉史之研究（東西交渉史の研究）》等，他所收藏的1700多部漢籍在他去世後寄贈給東洋文庫，被整理為貴重資料「藤田文庫」。他也是最早考證樓鑰《攻媿集》中的「平湖」即為今之「澎湖」的學者。

## 生平
藤田豐八出生於阿波國美馬郡郡里村（今德島縣美馬市），之後先後就讀過德島中學校、第三高等學校。1895年畢業於東京帝國大學文科大學漢文科，在這之後他曾在早稻田大學與東洋大學等校教授中國文學史，1896年與小柳司氣太、田岡嶺雲等人創立東亞學院，並創刊《江湖文學》。1897年藤田豐八前往中國上海，1898年與羅振玉策畫成立東文學社，而後在1904年應兩廣總督岑春煊之邀擔任教育顧問，隔年（1905年）又應江蘇巡撫端方之請到蘇州協助創辦江苏师范学堂，且從日本招聘十多名的老師，後因功獲清廷頒授三等雙龍寶星章，並在1909年出任京師大學堂教習。
1912年藤田豐八返回日本，隱居東京池袋研究東西交通史，而後在1920年獲得文學博士學位。而後藤田豐八在1923年擔任早稻田大學教授，講授東西海上交通史、西域史，並在1925年轉任東京帝國大學教授，任東洋史學第一講座。1928年他應聘擔任臺北帝國大學教授兼文政學部部長，後在1929年5月返回東京準備在東京帝大文學部開授西域史特別講義，卻於該年7月因萎縮腎症病逝。

## 著作
- 東洋史　文学社, 1896－97
- 先秦文学 支那文学史稿 東華堂, 1897
- 東洋歴史物語 アルス (日本児童文庫) , 1929
- 東西交渉史の研究 南海篇 岡書院, 1932
- 東西交渉の研究 巻上・下(南海篇,西域篇及附篇) 萩原星文館, 1943